# 宋大涵
宋大涵（1952年12月—），男，吉林东丰人，中华人民共和国政治人物。法律专业大专毕业。中共第十八届中央委员。

## 生平
1969年3月参加工作，1973年10月加入中国共产党。曾任北京水利工程总队电工，政工组干事，北京市水利局干部读书班教员；全国人大法制委员会办公室信访组干部、研究室理论组干部、经济法室副组长；全国人大常委会法工委经济法室处长、彭真秘书。后升任国务院法制局副局长、国务院法制办公室副主任。2010年4月，任国务院法制办公室主任。2018年1月，当选第十三届全国政协委员。